# Дом купца Фершукова
Дом купца Фершукова — памятник архитектуры в городе Петрозаводске, одно из старейших сохранившихся каменных зданий в городе.

## История
Двухэтажный каменный дом был построен в последней трети XIX века. С 1880 года принадлежал купцам Фершуковым. Иван Матвеевич Фершуков являлся известным торговцем и благотворителем, в 1898 году построил в Ивинах часовню Святого предтечи и крестителя Господня Иоанна, был попечителем ивинского земского училища. В 1889 году в доме располагалась овощная лавка и ренский погреб
С 1918 года в здании располагалась больница Кировской железной дороги.
В 1923 года в доме находилось акушерско-гинекологическим отделение центральной больницы Петрозаводска, с 1923 по 1927 им заведовал врач-интернационалист Васил Касогледов. В честь Васила Касогледова в 1981 года на здании была открыта памятная доска. 
С 1930 года и до начала Великой Отечественной войны в здании находилась физиотерапевтическая лечебница.
В настоящее время в здании находится госпиталь для ветеранов войн.